# Canal SOFAR
O canal SOFAR (sound fixing and ranging channel), ou canal DSC (deep sound channel), é uma região de águas profundas no oceano, centrado sobre o local onde a velocidade do som é mínima. O canal SOFAR atua como um guia de ondas para a acústica e ondas de som de baixa freqüência. Dentro do canal elas podem viajar milhares de milhas antes de dissiparem-se. Esse fenômeno é um fator importante na guerra submarina. O canal de som profundo foi descoberto e descrito independentemente pelo Dr. Maurice Ewing e Leonid Brekhovskikh na década de 1940.